# Kungshamns landskommun
Kungshamns landskommun även benämnd Gravarne landskommun, var en tidigare kommun i dåvarande  Göteborgs och Bohus län.

## Administrativ historik
Den 1 januari 1863, när kommunalförordningarna började tillämpas  inrättades i Kungshamns socken i Sotenäs härad i Bohuslän denna landskommun. 
I landskommunen inrättades 14 september 1894 municipalsamhällena:
- Smögens municipalsamhälle, överfördes 1924 till Smögens landskommun
- Hasselösunds municipalsamhälle, överfördes 1924 till Smögens landskommun
- Tångens municipalsamhälle
- Gravarne och Bäckeviks municipalsamhälle

1924 utbröts Smögens landskommun med Smögens och Hasselösunds municipalsamhällen.
Vid kommunreformen 1952 uppgick landskommunen med Väjerns, Tångens samt Gravarne och Bäckeviks municipalsamhällen i Södra Sotenäs landskommun som 1974 uppgick i Sotenäs kommun.

## Politik

### Mandatfördelning i Kungshamns landskommun 1938-1946
| 9 | 16 |

| 24 |

| 14 | 11 |

| 23 |

| 9 | 16 |

| 24 |